# Rakouské markrabství
Rakouské markrabství (latinsky Marchia Austriae, německy Markgrafschaft Österreich), zkráceně Rakousy, původně Východní marka (hornoněmecky Ostarrîchi, latinsky Marcha Orientalis), někdy také Bavorská východní marka (německy Bayerische Ostmark), jsou pozdní pojmenování státního útvaru původně vytvořeného jako východní marka Bavorska na obranu před Slovany a pro výboje proti nim. Později bylo její přednostní funkcí obrana před nájezdy Maďarů a stala se součástí Svaté říše římské jako Rakouské markrabství. V roce 1156 bylo markrabství povýšeno na vévodství a během 13. století se začalo dělit na Dolní a Horní Rakousy.

## Název Rakousy

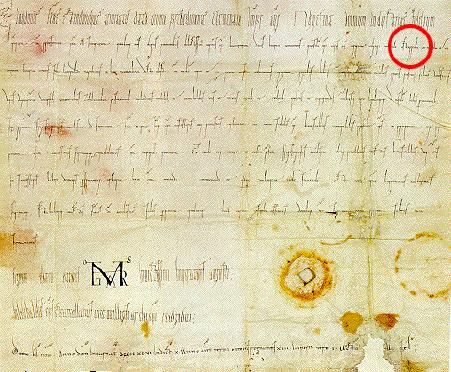
První psaný dokument z roku 996, na kterém je zmínka o Ostarrîchi

České pojmenování Rakúsy, později Rakousy, pochází od pohraničního hradu Ratgoz (dnes Raabs na soutoku moravské a německé Dyje), jehož název čeští obchodníci zkomolili na Rakús (nebo Rakuš). Podle něj pak pojmenovali okolní území a později celou zemi.

## Historie

### Východní marka

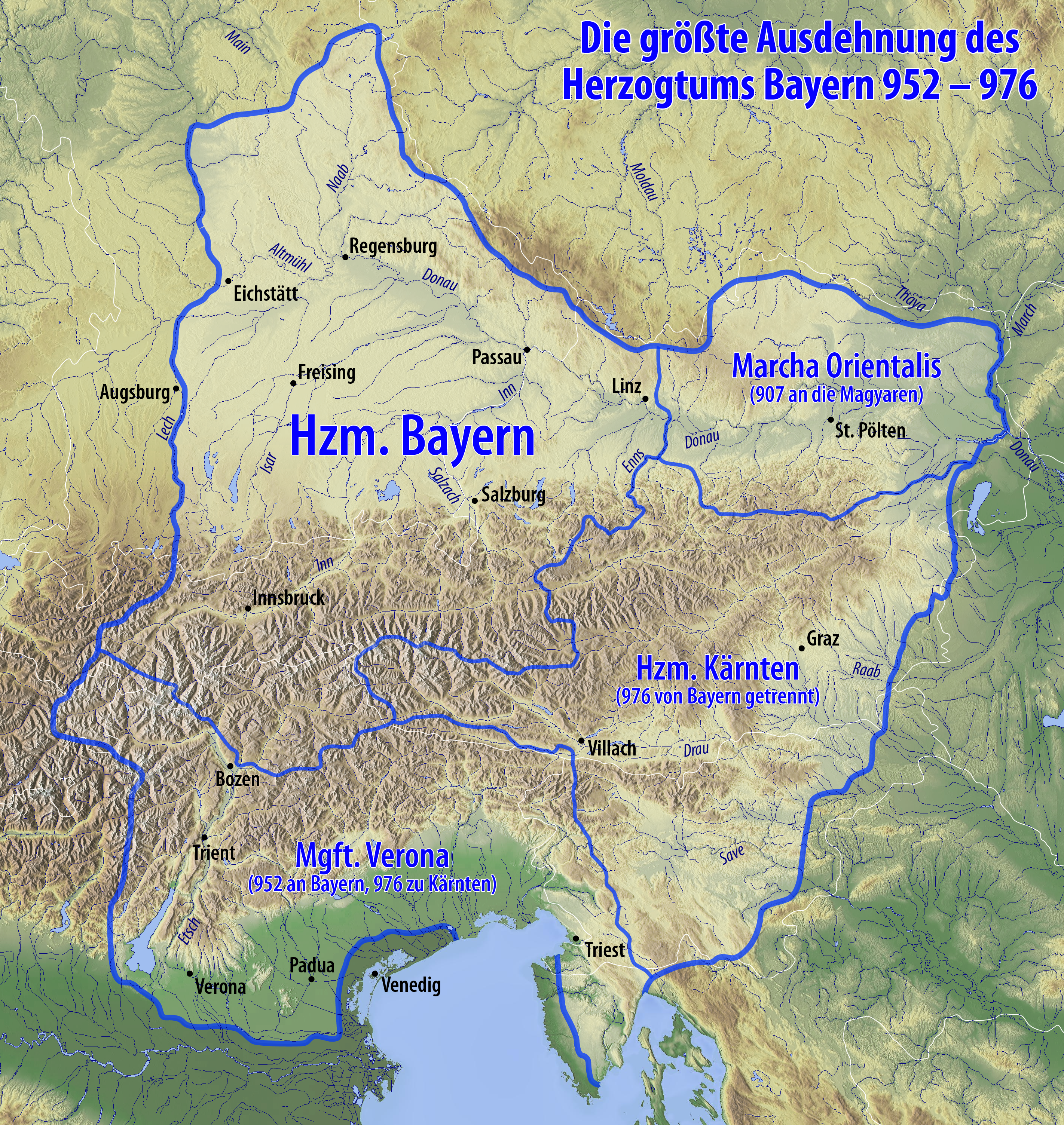
Bavorské vévodství v 10. století s územním rozdělením: Marcha Orientalis na severovýchodě

Za vlády Karlovců ve středověku se na místě budoucího Rakouského arcivévodství rozkládalo území dnes známé jako Marcha Orientalis (Východní marka), která ležela na původní římské Panonské marce. Během 9. a 10. století vytlačovaly germánské kmeny původní slovanské obyvatelstvo. V roce 955 proběhla bitva na Lechu, v které vyhrála Východofranská říše nad Maďary a připojila toto území jako svoji východní marku.

### Markrabství pod vládou Babenberků
Později toto území přešlo pod Svatou říši římskou jako markrabství okolo roku 960. Od roku 976 se stalo toto území državou rodu Babenberků a bylo známé jako Ostarrîchi (doslova „Východní říše“, odtud také německý výraz pro Rakousko Österreich).